# Lộ Bác Đức
Lộ Bác Đức (chữ Hán: 路博德, ? - ?) là tướng lĩnh thời Tây Hán, người huyện Bình Châu quận Tây Hà (nay là quận Ly Thạch địa cấp thị Lữ Lương tỉnh Sơn Tây).

## Tiểu sử
Năm 119 TCN, Lộ Bác Đức đi theo tướng quân Hoắc Khứ Bệnh lên phía bắc chinh phạt Hung Nô, lập được chiến công, triều đình phong làm Bi Ly hầu.
Năm 111 TCN, Bác Đức được phong làm Phục Ba tướng quân (Lộ Bác Đức là Phục Ba tướng quân đầu tiên trong sử sách thời Tây Hán, người thứ 2 là Mã Viện), cùng với Lâu Thuyền tướng quân Dương Bộc chỉ huy quân đội chia làm hai đường thủy bộ tấn công nước Nam Việt, sau cùng thôn tính được Nam Việt.
Năm 110 TCN, Lộ Bác Đức dẫn binh đánh chiếm đảo Hải Nam, rồi thiết lập hai quận Chu Nhai và Đạm Nhĩ tại nơi này, khởi đầu việc Trung Quốc trực tiếp cai trị Hải Nam.
Về sau Lộ Bác Đức vì phạm pháp mà bị giáng chức, đổi sang làm Cường Nỗ Đô úy đóng quân ở Cư Diên, mắc bệnh nặng chết ở đất ấy.1